# Constantino de Bragança
Constantino de Bragança (1528 — 14 de julho de 1575) foi o 20.º governador da Índia Portuguesa (o 7.º com o título de  vice-rei) e o 9.º capitão da Ribeira Grande (um concelho de Cabo Verde). Em 1548 foi indicado para ser o embaixador especial do então rei de Portugal D. João III para o batizado de um filho rei de França Henrique II.
Era filho de D. Jaime de Bragança, IV duque de Bragança, e de Joana de Mendonça, filha do fidalgo Diogo de Mendonça, 1.° alcaide-mor do Castelo de Mourão (cargo hereditário) e fidalgo do Conselho, e de sua mulher Brites ou Beatriz Soares de Albergaria. Sendo D. Constantino, portanto, tetraneto do rei D. João I, além de membro da Casa de Bragança e, como tal, membro da alta nobreza portuguesa.
O triénio que passou em Goa foi um governo prodigioso. Conquistou Damão ao rei de Cambaia (sultão e Guzarate), que fugiu da cidade; e tomou também a fortaleza vizinha de Balasar (fortaleza, esta, localizada no atual estado indiano de Gujarate).
Quando vice-rei da Índia Portuguesa, D. Constantino de Bragança protegeu o poeta Luís de Camões, aquando da estadia de Camões na Índia. É considerado pelo historiador C. R. Boxer como um dos mais fanáticos governadores portugueses na Índia, como D. Francisco Barreto (1555–1558). Diz Boxer em «O Império Colonial Português (1415-1825)», 2ª edição, página 89, que a "posição da Igreja católica romana em Portugal e no seu império ultramarino era já poderosa em 1550 e foi ainda mais reforçada pela Contra-Reforma, a que Portugal aderiu imediata e incondicionalmente."
Continua ele: "Os padres tinham geralmente imunidade; as Ordens religiosas e a Igreja possuíam cerca de um terço da terra disponível em Portugal e muitas das melhores terras da Índia portuguesa. Os «padres e os prelados passavam muitas vezes a vida inteira na Ásia, tendo assim uma influência contínua que contrastava com os períodos trienais de permanência dos vice-reis e governadores (…)." "(…) numa época profundamente religiosa, o império marítimo português na Ásia pode ser descrito como uma empresa militar e marítima moldada numa forma eclesiástica."  "Quando alguns oficiais da Coroa protestaram junto do vice-rei, D. Constantino de Bragança, contra seus esforços para converter, de uma maneira ou de outra, os banianos locais, salientando que desse modo a colecta dos impostos da Coroa seria dificultada, ele replicou, como príncipe muito cristão, que preferia, para honra da Fazenda Real e glória de Sua Alteza, a conversão do canarim mais pobre daquela ilha a todos os lucros obtidos sobre aquelas terras e das carracas carregadas com pimenta, e que arriscaria tudo para a salvação duma só alma. E não eram palavras sem fundamento", continua Boxer: "porque foi o mesmo vice-rei que rejeitou a oferta do rei de Pegu para pagar um resgate real pela relíquia sagrada do dente de Buda, de que ele se tinha apoderado em Jafanapatão, e que foi publicamente reduzida a pó, com o auxílio de um almofariz e de um pilão, pelo arcebispo de Goa."

## Dados genealógicos
Findo o período como vice-rei da Índia Portuguesa, D. Constantino retorna ao Reino, onde casa-se com Maria de Melo, filha de Rodrigo de Melo, I marquês de Ferreira e I conde de Tentúgal, e de Brites de Menezes (que era filha de Antão de Almada, III conde de Avranches). Sem geração do casamento.